# 日々の聖句

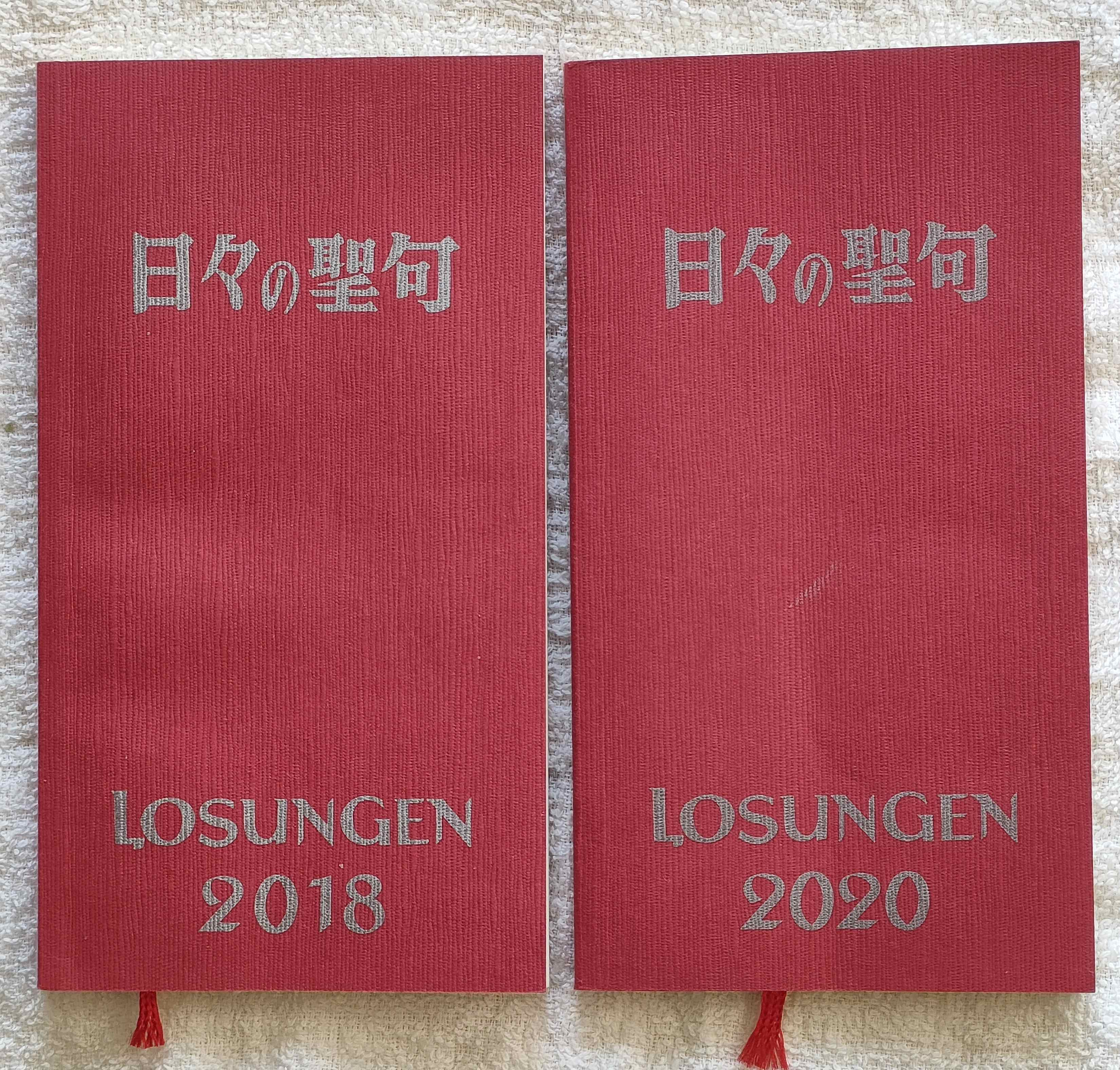
『日々の聖句』（2018年版および2020年版）

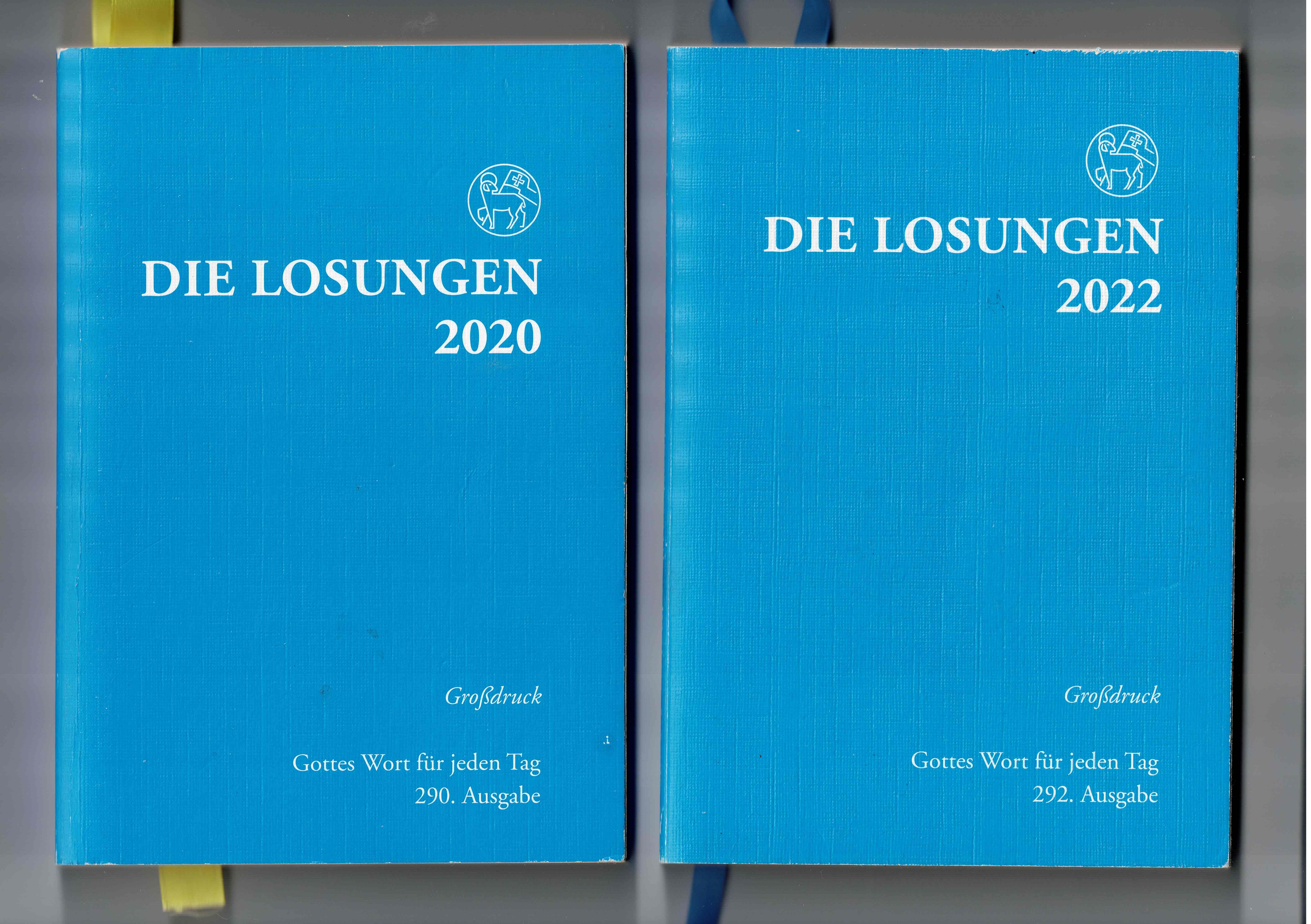
ドイツ語原著：Die Herrnhuter Losungen（2020年版と2022年版）

『日々の聖句』（ひびのせいく、ドイツ語: Herrnhuter Losungen、英語: Daily Watchwords）は、モラヴィア教会がドイツのヘルンフートで毎年発行し、世界中に各国語で配布されている、キリスト教聖書からの聖句を載せた毎年の出版物である。

## 概要
『日々の聖句』は1728年5月3日に創刊され、現在では50の言語で出版されていて、日本語版は『日々の聖句』と呼ばれ、ドイツ語版の名称から『ローズンゲン』とも呼ばれる。この出版物は伝統的に本や小冊子の形をしており、1年の各日に1つずつ、短い聖句が短い説明と共に掲載されている。
旧約聖書の聖句が、まず毎年ドイツ・ザクセン州ヘルンフートで1824節の中からくじ引きで選ばれる。その後、新約聖書の「教義的テキスト」が選ばれ、その聖句についての解説がなされる。現在年間発行部数は、全世界で150万部を超える。
これはモラヴィア兄弟団の世界的なエキュメニカルな働きであり、信条、政治、人種などあらゆる壁を越えている。英語版は北米モラヴィア教会のモラヴィアン・デイリーテキスト・サービスでは、毎日の聖句をWebで読むことができる。

## 由来

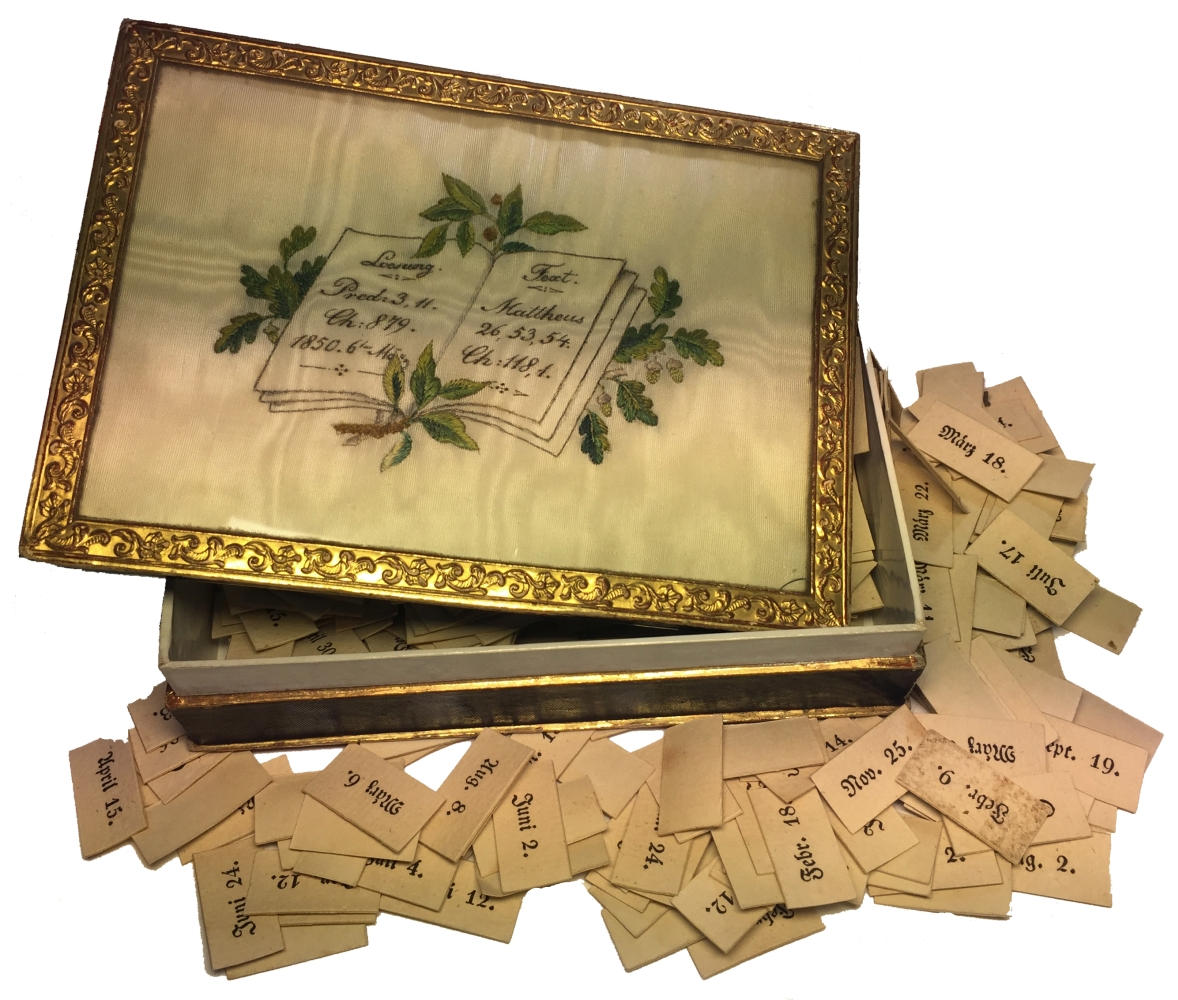
366枚のくじが入った抽選箱（1850年）

ニコラウス・フォン・ツィンツェンドルフが1728年5月3日に、慣例となっている「聖歌の時間」に最初の「ローズング」（Losung、合言葉などの意味）「愛が彼を追いやり、彼を王座から引き離したので、なぜ私は彼を愛せないだろうか？」を会衆に与えた。それ以降、兄弟たちが毎朝、村の32の家々を訪れ、その日の合言葉を唱え、合言葉を交換するだけでなく、司牧も行なった。夕方には、その兄弟が歌の時間にモラヴィア教会の執り成しと意思を唱えた。1731年に最初の印刷版が出版されると、毎日の合言葉はもはや毎日ではなく、ヘルンフートでは1年を通して描かれるようになった。この1年を通しての合言葉の抽選については、1年の終わりに長老たちの立会いのもと、あらゆる階級の兄弟姉妹が出席して臨時の会合が開かれ、毎日の合言葉がそれぞれ抽選箱から引かれたと、宣教師のクリスチャン・ダヴィトは1735年に述べている。この合言葉とは、「戦争における合言葉のようなもので、兄弟姉妹はそこから、目標に向かってどのように進むべきかを知ることができる。」とフォン・ツィツェンドルフ伯爵が言っている。聖書の言葉と賛美歌集の詩の基本形は、1731年にすでに指定されていた。もう一つの形式は、個々の聖書箇所を参照する賛美歌の節であったが、これは後に削除された。注目すべきは、『毎日の聖句』を読んだ多くの読者が、それをきっかけに聖書を毎日読むようになったことである。

## 日本語版
『ヘルンフーター・ローズンゲン』の日本語版は、始め1939年から『家庭禮拝の栞』（教文館発行、1937～1950年）として発行されていた。その後は、「かにた婦人の村」などを設立した著名な深津文雄牧師によって奉仕女（ディアコニッセ）の「べセスダ奉仕女母の家」も1954年に設立され、『日々の聖句」1957年版（1956年11月15日発行）からは毎年ベテスダ奉仕女母の家出版部で発行されている。
毎年11月に翌年版が発行される『日々の聖句』は、縦長の見開き2ページに、その週の聖句と各週日（月～土）の聖句が掲載され、聖句は日本聖書協会の許可を得て、『新共同訳聖書』を中心に口語訳聖書や私約聖書も使っている。各週にはドイツの教会の習慣に習って讃美歌も掲載していて、主に『讃美歌21』を使い、その他の讃美歌集も用いている。

## 参照項目
- 聖句
- ヘルンフート